# Paracho de Verduzco
Paracho de Verduzco är en ort i Mexiko.   Den ligger i kommunen Paracho och delstaten Michoacán de Ocampo, i den södra delen av landet, 300 km väster om huvudstaden Mexico City. Paracho de Verduzco ligger 2 226 meter över havet och antalet invånare är 15 965.
Terrängen runt Paracho de Verduzco är huvudsakligen kuperad, men österut är den bergig. Runt Paracho de Verduzco är det ganska tätbefolkat, med 111 invånare per kvadratkilometer. Paracho de Verduzco är det största samhället i trakten. I omgivningarna runt Paracho de Verduzco växer huvudsakligen savannskog.